# Savate
Savate je francouzské bojové umění zaměřující se především na boj nohama (tzv. kick-box). Jedná se o jeden z prvních bojových stylů patřící do skupiny street-fighting (z angličtiny pouliční boj).

## Historie
Savate (z francouzštiny dělnická obuv) vzniklo z bojového umění chausson (z francouzštiny obuv nošená šermíři), které bylo vytvořeno námořníky v Marseilles v 18. století, kteří často navštěvovali jihovýchodní Asii a setkali se zde s tamním bojovým uměním. Poté se savate rozšířilo dále do Francie prostřednictvím pouličních rvaček, zvláště pak v Paříži. Bojovníci při boji používali především kopy (odtud také název stylu). První ucelenou školu savate založil Michel Pisseux v roce 1825. Někdy je tento styl nazývaný savate - la boxe française.